# Arrondissement Carcassonne
Carcassonne is een arrondissement van het Franse departement Aude in de regio Occitanie. De onderprefectuur is Carcassonne en dit sinds 1926. Ervoor was dit Castelnaudary.

## Kantons
Het arrondissement was tot 2014 samengesteld uit de volgende kantons:
- Kanton Alzonne
- Kanton Belpech
- Kanton Capendu
- Kanton Carcassonne-Centre
- Kanton Carcassonne-Est
- Kanton Carcassonne-Nord
- Kanton Carcassonne-Sud
- Kanton Castelnaudary-Nord
- Kanton Castelnaudary-Sud
- Kanton Conques-sur-Orbiel
- Kanton Fanjeaux
- Kanton Lagrasse
- Kanton Mas-Cabardès
- Kanton Montréal
- Kanton Mouthoumet
- Kanton Peyriac-Minervois
- Kanton Saissac
- Kanton Salles-sur-l'Hers

Na de herindeling van de kantons bij decreet van 21 februari 2014, met uitwerking op 22 maart 2015, zijn dat:
- Kanton La Piège au Razès (deel 51/72)
- Kanton Carcassonne-1
- Kanton Carcassonne-2
- Kanton Carcassonne-3
- Kanton Le Bassin chaurien
- Kanton La Malepère à la Montagne Noire
- Kanton Le Haut-Minervois
- Kanton La Montagne d’Alaric (deel: 26/29)
- Kanton La Vallée de l'Orbiel